# 송포초등학교 (강원)
송포초등학교는 대한민국 강원특별자치도 양양군에 있는 초등학교다.

## 학교 연혁
- 1951.09.01 손양국민학교 송포분교장 설립 인가
- 1953.09.30 송포국민학교로 승격 개교
- 1955.02.01 근원교사 8교실 준공
- 1966.12.08 본동 교사 6교실 개축 준공
- 1979.09.01 학교급식 시범학교 지정
- 1980.09.30 본동 교사 4교실 개축 준공
- 1984.06.13 병설유치원 설립 개원
- 1996.03.01 송포초등학교(松浦初等學校)로 교명 개칭
- 1996.12.20 본동 교사 4교실 개축 준공
- 2007.12.31 학교평가 우수학교 표창(교육감)
- 2011.03.01 제24대 교장 박일희 취임
- 2012.02.09 제58회 졸업(총 1638명)
- 2013.03.01 4학급 편성
- 2013.09.01 제25대 교장 허인자 취임